# Ernst Ferdinand Nolte
Pour les articles homonymes, voir Nolte.
Ernst Ferdinand Nolte (24 décembre 1791, Hambourg – 18 février 1875, Kiel), est un botaniste allemand. Il est le beau-fils du chimiste Christoph Heinrich Pfaff (1773-1852).

## Biographie
Il étudie la médecine à l'Université de Göttingen. Il participe également à cette époque à plusieurs excursions botaniques dans le nord de l'Allemagne. Il finit ses études en 1817. Il est influencé par les travaux du botaniste danois Jens Wilken Hornemann.
De 1821 à 1823, il étudie la flore de l'arrondissement du duché de Lauenbourg et prend part à plusieurs expéditions à Seeland (Danemark), sur l'île de Fionie, et dans le Jutland. De 1826 à 1873, il est professeur de botanique à l'Université de Kiel et dirige son jardin botanique. Il a parmi ses élèves Ferdinand von Müller.

## Hommages
La Noltea, de la famille des rhamnaceae, a été nommée en son honneur, tout comme la Zostera noltei, une espèce poussant dans les herbiers marins.

## Travaux
Il participe à la rédaction du Flora Danica, et est l'auteur des publications suivantes :
- Botanische Bemerkungen über Stratiotes und Sagittaria, 1825
- Novitiæ floræ Holsaticæ : sive supplementum alterum Primitiarum floræ Holsaticæ G. H. Weberi, 1826
- Index seminum horti botanici Kiliensis, c. 1836–41[3].